# 金·杭特
金·杭特（Kim Hunter，1922年11月12日—2002年9月11日），美國女演員，曾獲得金球獎最佳電影女配角、奧斯卡最佳女配角獎及入圍艾美獎。